# Columnea rutilans
Columnea rutilans är en tvåhjärtbladig växtart som beskrevs av Olof Swartz. Columnea rutilans ingår i släktet Columnea och familjen Gesneriaceae. Inga underarter finns listade i Catalogue of Life.